# Марёвский район
Марёвский район — административно-территориальная единица (район) в Новгородской области Российской Федерации. В рамках организации местного самоуправления в его границах функционирует Марёвский муниципальный округ (до марта 2020 года — муниципальный район).
Административный центр — село Марёво.

## География
Район расположен на юге Новгородской области. На севере и северо-востоке он граничит с Демянским, северо-западе — Старорусским, на западе с Поддорским, и на юго-западе — с Холмским районами Новгородской области. Также граничит с Тверской областью: на юге Андреапольским, а юго-востоке Пеновским и Осташковским районами.
Площадь района — 1818,69 км². Высшая точка района и области — гора Дубки, высотой 299,6 м, близ административной границы с Тверской областью, в 4 км к юго-востоку от деревни Манцы, в 2,5 км к северо-западу от деревни Володарское в Пеновском районе Тверской области.
Основные реки — Пола, Марёвка.

## История
До ликвидации губерний и образования областей в 1927 году:
- Первоначальное название волость Морёва Деревской пятины Земли Новгородской (в 1478 году присоединена к Московской Руси).
- В конце XV века волость подвергалась неоднократному нападению литовских войск, а с 1612 по 1617 год находилось под литовско-шведской оккупацией.

Морёвская волость:
- c 1702 года в составе Новгородского уезда Ингерманландской и Санкт-Петербургской губерний.
- c 1727 года в составе Старорусского уезда Новгородской провинции.

Однако с XIX века волость стала называться Моисеевской. С 1824 года в составе Демянского уезда Новгородской губернии
- 1921 года в составе Северо-Западной области.

С августа 1927 года — Молвотицкий район Новгородского округа Ленинградской области с центром в селе Молвотицы. В состав район вошли следующие сельсоветы бывшего Демянского уезда:
- из Велильской волости: Аполецкий, Гвоздовский, Руницкий, Устьевский, Фёдоровщинский, Ямской
- из Моисеевской волости: Бродский, Жабенский, Липьевский, Лукошкинский, Моисеевский, Новорусский, Окороковский, Черенковский, Шашковский
- из Молвотицкой волости: Бутьковский, Дѐмкинский, Кожинский, Конищевский, Линьевский (Линский), Луговской (Луговский, Лугский), Молвотицкий, Пуповский.

В ноябре 1928 года Бутьковский сельсовет был переименован в Любенский, Кожинский — в Мамоновщинский, Ямской — в Велильский. Образованы Манцовский, Марёвский, Намошинский, Новодеревенский и Одоевский с/с. Упразднены Гвоздовский, Бродский, Дёмкинский, Жабенский, Конищенский, Лукошинский, Моисеевский, Окороковский, Черенковский и Шашковский с/с. 10 декабря Устьевски с/с был передан в Холмский район Великолукского округа.
По постановлению ЦИК и СНК СССР от 23 июля 1930 года Новгородский округ был упразднён, а район перешёл в прямое подчинение Леноблисполкому.
С 6 сентября 1941 года до 1942—1943 годов Молвотицкий район был оккупирован немецко-фашистскими войсками.
Указом Президиума Верховного Совета РСФСР от 19 февраля 1944 года райцентр Молвотицкого района был перенесён из села Молвотицы в село Марёво.
Указом Президиума Верховного Совета СССР от 5 июля 1944 года была образована Новгородская область и Молвотицкий район вошёл в её состав.
8 июня 1954 года были упразднены Горный, Манцовский и Новорусский с/с.
30 декабря 1956 года Новорусский с/с был восстановлен.
12 апреля 1961 года был упразднён Руницкий с/с. 4 августа упразднён Намошский с/с.
1 февраля 1963 года Молвотицкий район был упразднён, а территория вошла в состав Демянского сельского района (кроме Аполецкого с/с, который вошёл в Холмский сельский район).
30 декабря 1966 года район в составе Новгородской области был восстановлен, как Марёвский район. В его состав вошли следующие сельсоветы, переданные из Демянского района: Велильский, Горный, Липьевский, Луговской, Любенский, Мамоновщинский, Марёвский, Молвотицкий, Новодеревенский, Новорусский, Одоевский и Фёдоровщинский.
2 декабря 1968 года был образован Намошский с/с.
29 декабря 1976 года были упразднены Намошский и Одоевский с/с.
12 сентября 1984 года был образован Моисеевский с/с и упразднён Фёдоровщинский с/с.

## Население
| 1989  | 2002  | 2005  | 2006  | 2007  | 2008  | 2009  | 2010  | 2012  |
| ----- | ----- | ----- | ----- | ----- | ----- | ----- | ----- | ----- |
| 6831  | ↘5711 | ↘5418 | ↘5286 | ↘5123 | ↘4988 | ↘4875 | ↘4673 | ↘4474 |
| 2013  | 2014  | 2015  | 2016  | 2017  | 2018  | 2019  | 2020  | 2021  |
| ↘4420 | ↘4350 | ↘4340 | ↘4311 | ↗4315 | ↘4188 | ↘4043 | ↘3902 | ↘3402 |

Марёвский муниципальный район — один из трёх самых малонаселённых районов Новгородской области.

### Национальный состав
По итогам переписи населения 2020 года проживали следующие национальности (национальности менее 0,1 % и другое, см. в сноске к строке «Другие»):
| Национальность | Численность, чел. | Доля     |
| -------------- | ----------------- | -------- |
| Русские        | 3180              | 93,47 %  |
| Цыгане         | 79                | 2,32 %   |
| Аварцы         | 35                | 1,03 %   |
| Украинцы       | 20                | 0,59 %   |
| Даргинцы       | 18                | 0,53 %   |
| Белорусы       | 9                 | 0,26 %   |
| Узбеки         | 6                 | 0,18 %   |
| Эстонцы        | 4                 | 0,12 %   |
| Татары         | 4                 | 0,12 %   |
| Другие         | 47                | 1,38 %   |
| Итого          | 3402              | 100,00 % |

## Административно-муниципальное устройство
В Марёвский район в рамках административно-территориального устройства входят 4 поселения как административно-территориальные единицы области.
В рамках муниципального устройства, одноимённый Марёвский муниципальный район включал 4 муниципальных образования со статусом сельских поселений:
| № | Поселение   | Административный центр | Количество населённых пунктов | Население (чел.) | Площадь (км²) |
| - | ----------- | ---------------------- | ----------------------------- | ---------------- | ------------- |
| 1 | Велильское  | село Велилы            | 30                            | 343              | 483,30        |
| 2 | Марёвское   | село Марёво            | 25                            | 2507             | 185,50        |
| 3 | Моисеевское | деревня Моисеево       | 31                            | 390              | 540,40        |
| 4 | Молвотицкое | село Молвотицы         | 53                            | 802              | 609,50        |

Областным законом от 11 ноября 2005 года № 559-ОЗ на территории района было образовано 6 поселений как административно-территориальных единиц области. 1 января 2006 года в рамках муниципального устройства Областным законом от 17 января 2005 года N 401-ОЗ на территории муниципального района было образовано 6 сельских поселений как муниципальных образований.
12 апреля 2010 года вступил в силу областной закон № 699-ОЗ, упразднивший Горное и Липьевское сельские поселения (поселения).
В марте 2020 года все сельские поселения Марёвского муниципального района были упразднены и объединены в Марёвский муниципальный округ.

## Населённые пункты
В Марёвском районе 134 населённых пунктов.
| №   | Населённый пункт | Тип     | Население | Поселение   |
| --- | ---------------- | ------- | --------- | ----------- |
| 1   | Андреевщина      | деревня | 24        | Велильское  |
| 2   | Антаново         | деревня | →0        | Молвотицкое |
| 3   | Афаносово        | деревня | 36        | Марёвское   |
| 4   | Бель-1           | деревня | ↘8        | Молвотицкое |
| 5   | Бель-2           | деревня | →1        | Молвотицкое |
| 6   | Боково           | деревня | →1        | Молвотицкое |
| 7   | Большие Жабны    | деревня | ↗16       | Моисеевское |
| 8   | Большое Дёмкино  | деревня | 9         | Марёвское   |
| 9   | Бор              | деревня | 0         | Велильское  |
| 10  | Бор              | деревня | →2        | Молвотицкое |
| 11  | Борисово         | деревня | ↘9        | Моисеевское |
| 12  | Борок            | деревня | →0        | Молвотицкое |
| 13  | Брод             | деревня | ↘15       | Моисеевское |
| 14  | Будьково         | деревня | →0        | Молвотицкое |
| 15  | Быково           | деревня | →14       | Молвотицкое |
| 16  | Василёвщина      | деревня | ↘4        | Молвотицкое |
| 17  | Васильки         | деревня | →0        | Молвотицкое |
| 18  | Великуша         | деревня | →1        | Молвотицкое |
| 19  | Велилы           | село    | 67        | Велильское  |
| 20  | Вёшки            | деревня | 4         | Велильское  |
| 21  | Владычно         | деревня | 1         | Марёвское   |
| 22  | Власово          | деревня | ↘3        | Моисеевское |
| 23  | Воскресенское    | деревня | ↗16       | Молвотицкое |
| 24  | Выдомирь-1       | деревня | →0        | Моисеевское |
| 25  | Выдомирь-2       | деревня | →2        | Моисеевское |
| 26  | Гаёво            | деревня | 0         | Велильское  |
| 27  | Галичено         | деревня | →0        | Моисеевское |
| 28  | Гнутище          | деревня | →2        | Молвотицкое |
| 29  | Гоголино         | деревня | →1        | Молвотицкое |
| 30  | Горки            | деревня | →3        | Молвотицкое |
| 31  | Горное           | деревня | ↘93       | Молвотицкое |
| 32  | Горшок           | деревня | 4         | Велильское  |
| 33  | Горяево          | деревня | →3        | Моисеевское |
| 34  | Гусево           | деревня | →6        | Молвотицкое |
| 35  | Долматово        | деревня | →0        | Моисеевское |
| 36  | Дорофеево        | деревня | →0        | Молвотицкое |
| 37  | Дубровка         | деревня | →8        | Молвотицкое |
| 38  | Дуброво          | деревня | →0        | Моисеевское |
| 39  | Дурнево          | деревня | 4         | Велильское  |
| 40  | Желонка          | деревня | 0         | Велильское  |
| 41  | Заборовье        | деревня | ↘21       | Молвотицкое |
| 42  | Задорье          | деревня | →0        | Моисеевское |
| 43  | Заречье          | деревня | 20        | Велильское  |
| 44  | Заселье          | деревня | →19       | Молвотицкое |
| 45  | Измайлово        | деревня | ↘0        | Моисеевское |
| 46  | Казаровщина      | деревня | ↘6        | Моисеевское |
| 47  | Канищево         | деревня | →1        | Молвотицкое |
| 48  | Кирилково        | деревня | →3        | Молвотицкое |
| 49  | Клопцы           | деревня | 0         | Велильское  |
| 50  | Кожино           | деревня | →0        | Молвотицкое |
| 51  | Корнево          | деревня | →0        | Молвотицкое |
| 52  | Красная Нива     | деревня | →0        | Моисеевское |
| 53  | Красное          | деревня | 9         | Велильское  |
| 54  | Красный Бор      | деревня | →1        | Моисеевское |
| 55  | Лаптево          | деревня | →7        | Молвотицкое |
| 56  | Латкино          | деревня | →2        | Молвотицкое |
| 57  | Лёхово           | деревня | →1        | Молвотицкое |
| 58  | Лёшкино          | деревня | →2        | Моисеевское |
| 59  | Линье            | деревня | →0        | Молвотицкое |
| 60  | Липье            | деревня | 270       | Марёвское   |
| 61  | Лисичино         | деревня | 0         | Велильское  |
| 62  | Луг              | деревня | 2         | Марёвское   |
| 63  | Лунёво           | деревня | 1         | Велильское  |
| 64  | Лучки            | деревня | 0         | Велильское  |
| 65  | Любно            | деревня | →27       | Молвотицкое |
| 66  | Малое Дёмкино    | деревня | 5         | Марёвское   |
| 67  | Мамоновщина      | деревня | ↘46       | Молвотицкое |
| 68  | Манцы            | деревня | 0         | Марёвское   |
| 69  | Манькино         | деревня | 19        | Велильское  |
| 70  | Марёво           | село    | ↘2297     | Марёвское   |
| 71  | Моисеево         | деревня | ↘328      | Моисеевское |
| 72  | Молвотицы        | село    | ↗307      | Молвотицкое |
| 73  | Морозово         | деревня | 2         | Марёвское   |
| 74  | Нагривье         | деревня | →1        | Моисеевское |
| 75  | Намошье          | деревня | →0        | Моисеевское |
| 76  | Наумово          | деревня | →3        | Молвотицкое |
| 77  | Невзорово        | деревня | 3         | Велильское  |
| 78  | Николаевское     | деревня | →0        | Молвотицкое |
| 79  | Новая Деревня    | деревня | →38       | Моисеевское |
| 80  | Новая Русса      | деревня | ↘88       | Молвотицкое |
| 81  | Новое Гридино    | деревня | 3         | Марёвское   |
| 82  | Новое Лукошкино  | деревня | 4         | Марёвское   |
| 83  | Новое Маслово    | деревня | →0        | Молвотицкое |
| 84  | Новый Новосёл    | деревня | →2        | Молвотицкое |
| 85  | Овсяниково       | деревня | 3         | Велильское  |
| 86  | Одоево           | деревня | ↘8        | Моисеевское |
| 87  | Окороки          | деревня | →1        | Моисеевское |
| 88  | Ольшанка         | деревня | 0         | Марёвское   |
| 89  | Осиновик         | деревня | 2         | Велильское  |
| 90  | Осиновик         | деревня | 0         | Марёвское   |
| 91  | Островня         | деревня | ↘3        | Молвотицкое |
| 92  | Павлово          | деревня | →7        | Молвотицкое |
| 93  | Первомайский     | посёлок | ↘196      | Молвотицкое |
| 94  | Печище           | деревня | →0        | Молвотицкое |
| 95  | Погорелуша       | деревня | 3         | Велильское  |
| 96  | Погорелуша       | посёлок | 31        | Велильское  |
| 97  | Поленовщина      | деревня | 3         | Марёвское   |
| 98  | Поля             | деревня | ↘7        | Молвотицкое |
| 99  | Поповка          | деревня | 15        | Марёвское   |
| 100 | Раздольное       | деревня | ↘8        | Моисеевское |
| 101 | Родивановщина    | деревня | →0        | Моисеевское |
| 102 | Рудаково         | деревня | 0         | Марёвское   |
| 103 | Руницы           | деревня | 18        | Велильское  |
| 104 | Седловщина       | деревня | 207       | Велильское  |
| 105 | Сивущено         | деревня | →0        | Молвотицкое |
| 106 | Сидорово         | деревня | →3        | Молвотицкое |
| 107 | Скагородье       | деревня | 0         | Велильское  |
| 108 | Слатино          | деревня | 9         | Марёвское   |
| 109 | Смыково          | деревня | 1         | Марёвское   |
| 110 | Сопки            | деревня | ↘3        | Молвотицкое |
| 111 | Спасово          | деревня | ↘1        | Молвотицкое |
| 112 | Старица          | деревня | 8         | Велильское  |
| 113 | Старое Гридино   | деревня | 7         | Марёвское   |
| 114 | Старое Лукошкино | деревня | 1         | Марёвское   |
| 115 | Старое Маслово   | деревня | →0        | Молвотицкое |
| 116 | Старь            | деревня | 17        | Марёвское   |
| 117 | Сухая Нива       | деревня | 3         | Марёвское   |
| 118 | Сысоево          | деревня | →3        | Молвотицкое |
| 119 | Теплынька        | деревня | →9        | Молвотицкое |
| 120 | Тростянка        | деревня | ↘1        | Моисеевское |
| 121 | Туковичи         | деревня | ↗4        | Моисеевское |
| 122 | Усть-Марёво      | деревня | ↗2        | Моисеевское |
| 123 | Фёдоровщина      | деревня | 1         | Велильское  |
| 124 | Хвалёво          | деревня | 1         | Марёвское   |
| 125 | Черенки          | деревня | →1        | Моисеевское |
| 126 | Чёрные Луки      | деревня | ↘2        | Молвотицкое |
| 127 | Шавлово          | деревня | →3        | Молвотицкое |
| 128 | Шепелёво         | деревня | →3        | Молвотицкое |
| 129 | Шерякино         | деревня | →1        | Молвотицкое |
| 130 | Шики             | деревня | ↘21       | Моисеевское |
| 131 | Шинково          | деревня | 5         | Марёвское   |
| 132 | Шипулино         | деревня | →1        | Моисеевское |
| 133 | Ям               | деревня | 24        | Велильское  |
| 134 | Ястребовщина     | деревня | 0         | Велильское  |

Упразднённые населённые пункты
В 2024 году упразднены деревни: Большая Осьянка, Вышитино, Григорное, Кошкино, Татары.

## Экономика
По основным показателям социально-экономического развития Марёвский муниципальный район в 2012 году имеет самые низкие показатели в области среди муниципальных районов

### Промышленность
- Лесозаготовка и производство пиломатериалов.

### Сельское хозяйство
- 1 сельскохозяйственная организация;
- 3 крестьянских (фермерских) хозяйства;
- 1847 личных подсобных хозяйств населения.

### Экономическая политика
С 1997 года в Марёвском муниципальном районе, наряду с Батецким, Волотовским и Поддорским, действует льготный налоговый режим для товаропроизводителей.

## Транспорт
Общая протяженность дорог − 317,3 км.
- асфальтированные — 101,29 км
- гравий — 96,73 км
- грунтовые — 37,6 км
- дороги общего пользования местного значения — 81,7 км

Марёвский район имеет автомобильное сообщение:
- Марёво — Великий Новгород (через Демянск, потом на [Старая Русса|Старую Руссу] или Яжелбицы) — 234 км
- Марёво — Осташков — 100км
- Марёво — Холм — 84 км
- Марёво — железнодорожная станция Лычково (через Демянск) — 94 км

## Культура
- 9 клубных учреждений;
- 12 библиотек;
- Дом народного творчества;
- Музей краеведения
- «МБУДО Марёвская музыкальная школа».

## Достопримечательности

### Природа
Ландшафтный объект «Городец», памятники природы: каньон реки Марёвки у деревни Одоево, клюквенное болото «Велильское», «Красный бор», пейзажный парк «Хлебалово», петля реки Полы у деревни Любно, сосновые боры у деревень Антоново и Карцево по дороге Марёво — Брод.

### Археология
- 2 городища;
- 2 селища;
- 24 курганных группы;
- 5 курганов;
- 10 жальников;
- 2 кургано-жальничных могильника;
- 24 сопки;
- 7 групп сопок.

### Архитектура и градостроительство
- церковь Успения Пресвятой Богородицы в селе Марёво;
- церковь Успения Пресвятой Богородицы в селе Велилы;
- Усадьба «Федяевщина» — парк с. Велилы;
- Усадебный парк — д. Заселье;
- Усадебный парк — д. Одоево;
- Усадьба Шамшева, парк — д. Одоево;

## Известные люди
- Белов, Иван Леонович — Герой Советского Союза[29].
- Петров, Григорий Петрович — Герой Советского Союза
- Щемелёв, Николай Фёдорович — Герой Советского Союза.
- Храброва (Кушнарева), Анна Гавриловна — Орден "Отечественной войны 2 степени, Медаль «За отвагу», Медаль «За боевые заслуги», Медаль «За победу над Германией», Медаль «За победу над Японией»